# Уговор о нуклеарним снагама средњег домета
Уговор о нуклеарним снагама средњег домета (ИНФ Уговор) је био уговор о контроли наоружања између Сједињених Држава и Совјетског Савеза (и државе наследнице, Руске Федерације). Амерички председник Роналд Реган и совјетски генерални секретар Михаил Горбачов потписали су споразум 8. децембра 1987. Амерички Сенат одобрио је споразум 27. маја 1988, а Реган и Горбачов су га ратификовали 1. јуна 1988.
Уговор о ИНФ забранио је све нуклеарне и конвенционалне балистичке ракете, крстареће ракете и бацаче ракета домета од 500 до 1000 километара (кратки средњи домет) и 1000 до 5000 километара (средњи домет). Споразум се није односио на ракете из ваздуха или мора. До маја 1991. године, нације су елиминисале 2692 пројектила, након чега је уследило 10 година провера на лицу места.
Председник Доналд Трамп објавио је 20. октобра 2018. да повлачи САД из споразума због руског непоштовања, наводећи да је Русија прекршила споразум развијањем и размештањем крстареће ракете средњег домета. познат као ССЦ-8 ( Новатор 9М729 ). Трампова администрација је тврдила да је још један разлог за повлачење био да се супротстави кинеском гомилању оружја у Пацифику, укључујући и у Јужном кинеском мору, пошто Кина није била потписница споразума. САД су формално суспендовале споразум 1. фебруара 2019, а Русија је то учинила следећег дана као одговор. Сједињене Државе су се званично повукле из споразума 2. августа 2019.

## Позадина
У марту 1976. Совјетски Савез је први пут распоредио РСД-10 Пионеер (на западу назван СС-20 Сабер) на својим европским територијама; мобилна, прикривајућа балистичка ракета средњег домета (ИРБМ) са вишеструким независно циљаним повратним возилом (МИРВ) које садржи три нуклеарне бојеве главе од 150 килотона. Домет СС-20 од 4700-5000 километара био довољно велик да допре до западне Европе са совјетске територије; домет је био нешто испод минималног домета Споразума о ограничењу стратешког наоружања II (САЛТ II) за интерконтиненталну балистичку ракету (ИЦБМ), 5.500 km (3.400 mi). СС-20 је заменио старе СС-4 Сандал и СС-5 Скеан, за које се сматрало да представљају ограничену претњу за Западну Европу због своје лоше прецизности, ограниченог носивости (једна бојева глава), дугог времена припреме за лансирање, тежине прикривање и недостатак мобилности који их је изложио превентивним нападима НАТО-а пре планираног напада. Док су СС-4 и СС-5 виђени као одбрамбено оружје, СС-20 је виђен као потенцијални офанзивни систем.
Сједињене Државе, тада под председником Џимијем Картером, у почетку су сматрале своје стратешко нуклеарно оружје и нуклеарне летелице као адекватне противуре СС-20 и довољно средство одвраћања од могуће совјетске агресије. Међутим, 1977. године, канцелар западне Немачке Хелмут Шмит је у свом говору тврдио да треба истражити одговор Запада на распоређивање СС-20, позив који је поновио и НАТО, с обзиром на уочени недостатак Запада у европским нуклеарним снагама. Леслие Х. Гелб, помоћник америчког државног секретара, касније је испричао да је Шмитов говор извршио притисак на САД да развију одговор.
Дана 12. децембра 1979. године, након притиска Европе за одговор на СС-20, западни министри спољних послова и одбране на састанку у Бриселу донели су одлуку о двоструком колосеку НАТО-а. Министри су тврдили да је Варшавски пакт „развио велику и растућу способност у нуклеарним системима који директно угрожавају Западну Европу“: нуклеарне системе „позоришта“ (тј. тактичко нуклеарно оружје). У опису ове отежане ситуације, министри су се директно осврнули на СС-20 који садржи „значајна побољшања у односу на претходне системе у обезбеђивању веће прецизности, веће мобилности и већег домета, као и више бојевих глава“. Министри су измењену ситуацију приписали и размештању совјетског стратешког бомбардера Тупољев Ту-22М, за који су веровали да је имао много боље перформансе од својих претходника. Надаље, министри су изразили забринутост да је Совјетски Савез стекао предност над НАТО у „нуклеарним снагама дугог домета“ (ЛРТНФ), а такође је значајно повећао нуклеарни капацитет позоришта кратког домета.
Одлука о двоструком колосеку укључивала је два „трака“ политике. У почетку, од 7.400 нуклеарних бојевих глава, 1.000 би било уклоњено из Европе, а САД би наставиле билатералне преговоре са Совјетским Савезом са циљем да ограниче нуклеарне снаге на позоришту. Уколико ови преговори пропадну, НАТО би модернизовао сопствене ЛРТНФ, или нуклеарне снаге средњег домета (ИНФ), заменом америчких ракета Першинг 1а са 108 лансера Першинг II у Западној Немачкој и размештањем 464 крстареће ракете БГМ-109Г на копно (ГЛЦМ) Белгија, Италија, Холандија и Уједињено Краљевство почевши од децембра 1983.

## Преговори

### Рани преговори: 1981–1983.
Совјетски Савез и Сједињене Државе су се сложиле да отворе преговоре и прелиминарне дискусије, назване Прелиминарни преговори о нуклеарним снагама средњег домета, који су почели у Женеви, у Швајцарској, у октобру 1980. године. Односи су у то време били затегнути због совјетске инвазије на Авганистан 1979. године која је навела Америку да уведе санкције против СССР-а. Дана 20. јануара 1981. Роналд Реган је положио заклетву након што је победио Џимија Картера на председничким изборима у Сједињеним Државама 1980. године. Формални преговори почели су 30. новембра 1981. са америчким преговарачима које је предводио Реган и преговарачима Совјетског Савеза са генералним секретаром Леонидом Брежњевом. Срж преговарачке позиције САД одражавала је принципе изнесене под Картером: било каква ограничења стављена на капацитете америчких ИНФ-а, иу смислу „плафона“ и „права“, морају бити узвраћена ограничењима на совјетске системе. Поред тога, САД су инсистирале да се успостави довољан режим верификације.
Пол Нице, искусни политичар и дугогодишњи председнички саветник за политику одбране који је учествовао у преговорима о САЛТ, предводио је америчку делегацију након што га је регрутовао државни секретар Александар Хејг. Иако је Нитзе подржао први споразум о САЛТ-у, он се противио САЛТ-у II и поднео је оставку из делегације САД током преговора. Нитзе је тада био и члан Комитета за садашњу опасност, изразито антисовјетске групе састављене од конзервативних републиканаца. Јулиј Квицински, други по рангу званичника совјетске амбасаде у Западној Немачкој, предводио је совјетску делегацију.
Дана 18. новембра 1981, непосредно пре почетка формалних преговора, Реган је изнео нулту опцију или предлог „нула-нула”. Позвао је на задржавање америчког распоређивања система ГЛЦМ и Персхинг II, узвраћено совјетским елиминацијом својих пројектила СС-4, СС-5 и СС-20. Чинило се да су мале шансе да се нулта опција усвоји због совјетског противљења, али је тај гест био добро прихваћен у европској јавности. У фебруару 1982. године, амерички преговарачи су изнели нацрт споразума који садржи нулту опцију и глобалну забрану ракета средњег и кратког домета, при чему је поштовање обезбеђено строгим, иако неспецификованим, програмом верификације.Мишљења унутар Реганове администрације о нултој опцији била су помешана. Ричард Перл, тадашњи помоћник министра одбране за глобална стратешка питања, био је архитекта плана. Секретар одбране Каспар Вајнбергер, који је подржавао наставак нуклеарног присуства САД у Европи, био је скептичан према плану, иако га је на крају прихватио због његове вредности у стављању Совјетског Савеза „у дефанзиву у европском пропагандном рату“. Реган је касније испричао да је „нулта опција произашла из реалности нуклеарне политике у западној Европи“. Совјетски Савез је одбацио план убрзо након што су га САД предложиле у фебруару 1982. године, тврдећи да би и САД и СССР требало да буду у стању да задрже ракете средњег домета у Европи. Конкретно, совјетски преговарачи су предложили да се број ИНФ ракета и авиона распоређених у Европи са сваке стране ограничи на 600 до 1985. и 300 до 1990. године. Забринути да би овај предлог приморао САД да повуку авионе из Европе и не распоређују ракете ИНФ, имајући у виду америчку сарадњу са постојећим британским и француским размештањима, САД су предложиле „једнака права и ограничења“—САД би било дозвољено да парирају са совјетским СС-20 распоређивања.
Између 1981. и 1983. године, амерички и совјетски преговарачи окупили су се на шест рунди разговора, сваки по два месеца - систем заснован на ранијим преговорима о САЛТ-у. Делегацију САД сачињавали су Нитзе, генерал-мајор Вилијам Ф. Бернс из Здруженог начелника штабова, Томас Грејем из Агенције за контролу наоружања и разоружања (АЦДА) и званичници америчког Стејт департмента, Канцеларије секретара за одбрану, и Савет за националну безбедност САД. Пуковник Норман Клајн, учесник у разговорима о САЛТ-у, служио је као Нитзеов начелник штаба.
Било је мало конвергенције између две стране током ове две године. Напори САД да одвоје питање авиона са нуклеарном способношћу од питања ракета средњег домета успешно су усмерили пажњу на последње, али мало јасног напретка по том питању је постигнуто. У лето 1982. Нице и Квицински су кренули у „шетњу шумом“ у планинама Јура, далеко од формалних преговора у Женеви, у независном покушају да заобиђу бирократске процедуре и прекину преговарачки ћорсокак. Нице је касније рекао да је циљ његовог и Квицинског био да пристану на одређене уступке који би омогућили састанак на врху између Брежњева и Регана касније 1982.
Нитзе-ова понуда Квицински је била да се САД одрекну распоређивања Персхинг II и да ограниче распоређивање ГЛЦМ-а на 75. Совјетски Савез би, заузврат, такође морао да се ограничи на 75 лансера ракета средњег домета у Европи и 90 у Азији. Због тога што сваки ГЛЦМ лансер садржи четири ГЛЦМ и сваки СС-20 лансер са три бојеве главе, такав споразум би резултирао да САД имају 75 више бојевих глава средњег домета у Европи него СССР, иако су совјетски СС-20 сматрани напреднијим и маневарски од америчких ГЛЦМ. Док је Квицински био скептичан да ће план бити добро прихваћен у Москви, Нитзе је био оптимиста у погледу његових шанси у Вашингтону. Договор је на крају наишао на малу вучу ни у једном и у другом капиталу. У Сједињеним Државама, Канцеларија секретара за одбрану успротивила се Ницеовом предлогу, као што се противила сваком предлогу који би омогућио Совјетском Савезу да распореди ракете у Европу док блокира распоређивање америчких снага. Ницеов предлог је Квицински пренео Москви, где је такође одбијен. Сходно томе, план никада није уведен у формалне преговоре.
Томас Грејем, амерички преговарач, касније се присетио да је Ницеов предлог „шетње шумом“ првенствено био Ницеов сопствени дизајн и да је од раније познат само Бернсу и Јуџину В. Ростову, директору АЦДА. На састанку Савета за националну безбедност након шетње Нице-Квицински, предлог је позитивно примљен од стране Заједничког начелника штабова и Регана. После протеста Перлеа, који ради у оквиру Канцеларије секретара за одбрану, Реган је обавестио Ницеа да неће подржати план. Стејт департмент, који је тада предводио Хејг, такође је наговестио да неће подржати Ницеов план и преферирао је повратак на предлог нулте опције. Нитзе је тврдио да је једна позитивна последица шетње шумом то што је јавност западне Европе, која је сумњала у амерички интерес за контролу наоружања, постала уверена да САД учествују у преговорима о ИНФ-у у доброј намери.
Почетком 1983, амерички преговарачи су наговестили да ће подржати план изван нулте опције ако план успостави једнака права и ограничења за САД и СССР, са таквим ограничењима која важе широм света, и искључи британске и француске ракетне системе (као и оне од било које треће лице). Као привремену меру, амерички преговарачи су такође предложили ограничење од 450 распоређених ИНФ бојевих глава широм света и за Сједињене Државе и за Совјетски Савез. Као одговор, совјетски преговарачи су предложили да би план морао да блокира сва распоређивање америчког ИНФ-а у Европи, да обухвати и ракете и авионе, да укључи треће стране и да се фокусира првенствено на Европу како би добио совјетску подршку. У јесен 1983., непосредно пре планираног распоређивања америчких Персхинг II и ГЛЦМ-ова, Сједињене Државе су смањиле своје предложено ограничење глобалног распоређивања ИНФ на 420 ракета, док је Совјетски Савез предложио „једнака смањења“: ако САД откаже планирано размештањем система Персхинг II и ГЛЦМ, Совјетски Савез би смањио сопствену ИНФ распоређивање за 572 бојеве главе. У новембру 1983, након што су први Персхинг II стигли у Западну Немачку, Совјетски Савез је окончао преговоре.

### Поновљени преговори: 1985–1987.
Британска премијерка Маргарет Тачер играла је кључну улогу у посредовању у преговорима између Регана и новог совјетског генералног секретара Михаила Горбачова од 1986. до 1987.
У марту 1986. настављени су преговори између САД и СССР-а, покривајући не само питање ИНФ-а, већ и посебан Уговор о смањењу стратешког наоружања (СТАРТ I) и свемирска питања (Нуклеарни и свемирски разговори). Крајем 1985. обе стране су се кретале ка ограничавању ИНФ система у Европи и Азији. Горбачов је 15. јануара 1986. објавио совјетски предлог за забрану свог нуклеарног оружја до 2000. године, што је укључивало ракете ИНФ у Европи. Сједињене Државе су ово одбациле као потез у односима с јавношћу и супротставиле се постепеним смањењем ИНФ лансера у Европи и Азији са циљем да их не буде до 1989. Не би било ограничења за британске и француске нуклеарне снаге.
Низ састанака у августу и септембру 1986. кулминирао је Самитом у Рејкјавику између Регана и Горбачова 11. и 12. октобра 1986. године. Обојица су се у принципу сложили да уклоне ИНФ системе из Европе и да изједначе глобалне границе од 100 бојевих глава ИНФ ракета. Горбачов је такође предложио дубље и фундаменталније промене у стратешком односу. Детаљнији преговори продужени су током 1987. године, потпомогнути одлуком западнонемачког канцелара Хелмута Кола у августу да уклони заједничке америчко-западнонемачке системе Персхинг 1а. У почетку, Кол се противио потпуној елиминацији пројектила Персхинг, тврдећи да би такав потез повећао рањивост његове нације на напад снага Варшавског пакта. Текст уговора је коначно усаглашен у септембру 1987. Реган и Горбачов су 8. децембра 1987. званично потписали споразум на самиту у Вашингтону, а ратификован је следећег маја у Сенату Сједињених Држава са 93 против и 5 гласања.

## Временска линија

### Имплементација
До истека уговора, 1. јуна 1991, уништено је укупно 2.692 комада таквог оружја, 846 од стране САД и 1.846 од стране Совјетског Савеза. Уништене су следеће специфичне ракете, њихови лансери и транспортна возила:
- Америка
  - Крстарећа ракета БГМ-109Г (повучена)
  - Персхинг 1а (повучен)
  - Персхинг II (повучен)
- Совјетски Савез (наведен према извештајном називу НАТО -а)
  - СС-4 сандале (повучене)
  - СС-5 Скеан (повучен)
  - СС-12 Сцалебоард (повучен)
  - СС-20 Сабља (повучена)
  - СС-23 Спидер (повучен)
  - ССЦ-X-4 Праћка

### Уговор после децембра 1991.
Пет месеци пре распада Совјетског Савеза у децембру 1991. године, Сједињене Државе и Совјетски Савез завршили су демонтирање својих ракета средњег домета 28. маја, као што је наведено у Уговору о ИНФ. Након распада Совјетског Савеза, Сједињене Државе су се фокусирале на преговоре са Белорусијом, Казахстаном, Русијом и Украјином како би се очувао споразум СТАРТ 1 који је додатно смањио нуклеарно наоружање. Сједињене Државе су сматрале да су дванаест постсовјетских држава наследнице уговорних обавеза (сматра се да су три балтичке државе већ постојале од своје илегалне анексије од стране Совјетског Савеза 1940. године). САД нису одмах усмериле пажњу на очување ИНФ уговора јер је већ дошло до разоружања ИНФ ракета.  На крају, САД су почеле преговоре о одржавању споразума у шест нових независних држава бившег Совјетског Савеза које су садржавале ИНФ локације које су биле предмет инспекције: Белорусија, Казахстан, Русија, Туркменистан, Украјина и Узбекистан, при чему је Русија званичник СССР-а држава наследница и наследивши њен нуклеарни арсенал.  Од ових шест земаља, Белорусија, Казахстан, Русија и Украјина су склопиле споразуме за наставак испуњавања ИНФ Уговора. Преостале две државе, Туркменистан и Узбекистан, постале су пасивни учесници у преговорима уз одобрење осталих држава учесница због присуства једног инспекцијског места у свакој земљи. Инспекција ИНФ ракетних локација настављена је до 31. маја 2001. године, како је предвиђено 13-годишњим споразумом о инспекцији у оквиру споразума. Након овог периода, Сједињене Државе и Русија су наставиле да деле национална техничка средства верификације и обавештења како би се осигурало да свака држава одржава усклађеност. Државе уговора наставиле су да се састају у специјалним верификационим комитетима након завршетка инспекцијског периода. Одржано је укупно 30 састанака, а последњи састанак одржан је у новембру 2016. у Женеви, Швајцарска са Сједињеним Државама, Белорусијом, Казахстаном, Русијом и Украјином на којима се разговарало о обавезама поштовања.

### Почетни скептицизам и наводи о кршењу уговора
У фебруару 2007, Владимир Путин, председник Руске Федерације, одржао је говор на Минхенској безбедносној конференцији у којем је рекао да би требало поново размотрити споразум о ИНФ-у како би се осигурала безбедност, јер ограничава само Русију и САД, али не и друге земље. Начелник Генералштаба Оружаних снага Руске Федерације, генерал армије Јуриј Балујевски, истовремено је рекао да Русија планира једнострано повлачење из споразума као одговор на распоређивање система противракетне одбране НАТО-а у Европи и зато што друге земље нису везана за уговор.
Према америчким званичницима, Русија је прекршила споразум 2008. тестирајући крстарећу ракету ССЦ-8, која има домет од 3.000 km (1.900 mi). Русија је одбацила тврдњу да су њихове ракете ССЦ-8 прекршиле споразум, тврдећи да ССЦ-8 има максимални домет од само 480 km (300 mi). Године 2013. је објављено да је Русија тестирала и планирала да настави тестирање две ракете на начине који би могли да крше одредбе споразума: друмски покретни СС-25 и новији ИЦБМ РС-26. Представници САД су обавестили НАТО о другим руским кршењима ИНФ споразума 2014. и 2017. НАТО је 2018. формално подржао тврдње САД и оптужио Русију за кршење споразума. Русија је негирала оптужбе, а Путин је рекао да је то изговор да се САД повуку из споразума. Би-Би-Сија анализа састанка који је кулминирао саопштењем НАТО-а каже да „овде НАТО савезници деле забринутост Вашингтона и да су подржали став САД, можда захвални што укључује овај кратак грејс период током којег би Русија могла да промени мишљење“.
Године 2011, Дан Блументхал из Америчког института за предузетништво написао је да је стварни руски проблем са Споразумом о ИНФ-у то што Кина није везана њиме и да је наставила да гради своје снаге средњег домета.
Према руским званичницима и америчком академику Теодору Постолу, одлука САД да размести свој систем противракетне одбране у Европи представља кршење споразума јер тврде да би они могли брзо да буду накнадно опремљени офанзивним капацитетима, ову оптужбу су заузврат одбацили званичници САД и НАТО-а и академик Џефри Луис. Руски експерти су такође навели да је америчка употреба мета ракета и беспилотних летелица, као што су МК-9 Реапер и МК-4 Тритон, прекршила ИНФ уговор, који су такође одбацили амерички званичници.

### САД повлачење и раскид
САД су 20. октобра 2018. објавиле намеру да се повуку из споразума, наводећи претходна кршења споразума од стране Русије. Ово је навело Путина да изјави да Русија неће прва кренути у нуклеарни сукоб, већ да ће „поништити“ сваког противника, у суштини поново наводећи политику „узајамно осигураног уништења“. Путин је тврдио да ће Руси убијени у таквом сукобу „отићи у рај као мученици“.
Такође је објављено да је потреба САД да се супротставе кинеском гомилању оружја у Пацифику, укључујући и у Јужном кинеском мору, била још један разлог за њихов потез да се повуку, јер Кина није била потписница споразума. Ово су приметили амерички званичници још од времена председника Барака Обаме. На пример, Кели Магсамен, која је помогла у изради Пентагонове азијске политике под Обамином администрацијом, рекла је да је способност Кине да ради ван споразума ИНФ узнемирила креаторе политике у Вашингтону, много пре него што је Трамп дошао на функцију. Чланак Политицо наводи различите одговоре америчких званичника на ово питање: „или пронаћи начине да се Кина уведе у споразум или развију ново америчко оружје да му се супротставе“ или „преговарају о новом споразуму са том земљом“. Распоређивање кинеског ДФ-26 ИРБМ од 2016. са дометом од 4,000 km (2,485 mi) значило да америчке снаге све до Гуама могу бити угрожене. Секретар одбране Сједињених Држава у то време, Џим Матис, цитиран је да је изјавио да „Кинези гомилају ракете јер их уопште не обавезује [споразум]“. Довођење Кине која се уздиже у споразум, или у нови свеобухватни уговор који укључује друге нуклеарне силе, додатно је компликовано сложеним односима између Кине, Индије и Пакистана.
Кинеско министарство спољних послова саопштило је да би једнострано повлачење САД имало негативан утицај и позвало САД да „трипут размисле пре него што делују”. Џон Р. Болтон, саветник за националну безбедност САД, рекао је 23. октобра 2018. на руској радио станици Ехо Москве да недавне кинеске изјаве указују на то да жели да Вашингтон остане у споразуму, док сама Кина није њиме обавезна. Истог дана, у извештају Политико се сугерисало да је Кина „права мета [повлачења]“. Процењује се да би 90% кинеског копненог ракетног арсенала било забрањено ако би Кина била страна у споразуму. Болтон је у интервјуу са Еленом Черненко из руског листа Комерсант 22. октобра 2018. рекао: „видимо да Кина, Иран, Северна Кореја развијају капацитете који би прекршили споразум да су његове стране.
Русија је 26. октобра 2018. безуспешно позвала на гласање да би Генерална скупштина Уједињених нација размотрила позивање Вашингтона и Москве да сачувају и ојачају споразум. Русија је предложила нацрт резолуције у комитету за разоружање Генералне скупштине од 193 члана, али је пропустила рок за подношење 18. октобра па је уместо тога позвала на гласање о томе да ли комитету треба дозволити да разматра нацрт. Истог дана, Болтон је у интервјуу за Ројтерс рекао да је ИНФ уговор реликт хладног рата и да жели да води стратешке разговоре са Русијом о кинеским ракетним капацитетима.
Четири дана касније на конференцији за новинаре у Норвешкој, генерални секретар НАТО-а Јенс Столтенберг позвао је Русију да се придржава споразума рекавши да је „проблем у размештању нових руских пројектила“. Путин је 20. новембра 2018. објавио да је Кремљ спреман да разговара о споразуму о ИНФ-у са Вашингтоном, али да ће „узвратити” ако се Сједињене Државе повуку.
Почевши од 4. децембра 2018, САД су тврдиле да Русија има 60 дана да испоштује споразум. Русија је 5. децембра 2018. одговорила откривањем свог борбеног ласера Пересвет, наводећи да је систем наоружања распоређен у Оружане снаге Русије још 2017. „као део програма државних набавки“.
Русија је представила ракету 9М729 (ССЦ-8) и њене техничке параметре страним војним аташеима на војном брифингу 23. јануара 2019, одржаном у, како је рекла, вежби транспарентности за коју се нада да ће убедити Вашингтон да остане у споразуму. Руско Министарство одбране саопштило је да су дипломате из САД, Британије, Француске и Немачке позване да присуствују статичком приказу ракете, али су оне одбиле. САД су раније одбиле руску понуду да то учине јер су рекле да таква вежба неће омогућити Американцима да провере прави домет ракете. Самит између Сједињених Држава и Русије 30. јануара 2019. није успео да пронађе начин да се очува споразум.
САД су суспендовале своје поштовање Споразума о ИНФ 2. фебруара 2019. након најаве државног секретара САД Мајка Помпеа дан раније. Трамп је у саопштењу навео да постоји шестомесечни рок за потпуно повлачење и раскид ИНФ споразума ако се Руска Федерација не поступи у складу са тим у том периоду. Истог дана, Путин је саопштио да је Русија такође суспендовала Споразум о ИНФ-у као „зрцални одговор“ на Трампову одлуку, која је ступила на снагу тог дана. Следећег дана, Русија је започела рад на новим хиперсоничним ракетама средњег домета (балистичких) заједно са копненим системима 3М-54 Калибр (оба нуклеарна ) као одговор на најаву САД да ће почети да спроводи истраживање и развој оружје које је раније било забрањено уговором.
Након шестомесечне суспензије ИНФ споразума, Трампова администрација је званично објавила да се повукла из споразума 2. августа 2019. Тог дана, Помпео је изјавио да је "Русија искључива одговорна за пропаст споразума". Иако је за формалну ратификацију уговора потребна подршка две трећине чланова америчког Сената, јер је Конгрес ретко деловао да заустави низ председничких одлука у вези са међународним уговорима током 20. и 21. века, успостављен је преседан да председник и извршна власт могу једнострано да се повуку из споразума без одобрења Конгреса. На дан повлачења, Министарство одбране САД објавило је планове за тестирање нове врсте ракете која би прекршила споразум, из источне базе НАТО-а. Војни лидери су изјавили да је потребно да ова нова ракета остане испред Русије и Кине, као одговор на континуирано кршење споразума од стране Русије.
Повлачење САД подржала је већина њених савезника у НАТО-у, наводећи као разлог вишегодишње непоштовање споразума Русије. У одговору на повлачење, заменик руског министра спољних послова Сергеј Рјабков позвао је САД и НАТО „да процене могућност да прогласе исти мораторијум на распоређивање опреме средњег и мањег домета као што имамо, исти мораторијум је прогласио Владимир Путин, рекавши да Русија ће се уздржати од постављања ових система када их набавимо осим ако америчка опрема не буде распоређена у одређеним регионима“. Овај захтев за мораторијум је одбио НАТО Столтенберг који је рекао да није веродостојан јер је Москва већ поставила такве бојеве главе. Путин је 5. августа 2019. изјавио: „Од 2. августа 2019. Споразум о ИНФ-у више не постоји. Наше америчке колеге су га послале у архиве, чинећи га прошлошћу“.
Дана 18. августа 2019. САД су извеле пробно испаљивање пројектила које не би било дозвољено према споразуму; земаљска верзија Томахавка, слична БГМ-109Г забрањеном споразумом деценијама раније. Пентагон је саопштио да ће прикупљени подаци и лекције из овог теста дати информације о његовом будућем развоју способности средњег домета, док је руско министарство спољних послова саопштило да је то разлог за жаљење и оптужило Сједињене Државе за ескалацију војних тензија.

### Даље реакције на повлачење
Бројни истакнути стручњаци за контролу нуклеарног наоружања, укључујући Џорџа Шулца, Ричарда Лугара и Сема Нана, позвали су Трампа да сачува споразум. Горбачов је критиковао Трампово повлачење нуклеарног споразума као „није дело великог ума“ и навео да је „најављена нова трка у наоружању“. Одлуку су критиковали председници комитета Представничког дома за спољне послове и оружане снаге Елиот Енгел и Адам Смит, који су рекли да је Трампова администрација Путину понудила лак начин, уместо да направи план да се Русија позове на одговорност и изврши притисак на њу да се придржава. ван уговора и играо му је на руку. Сличне аргументе су раније 25. октобра 2018. изнеле европске чланице НАТО-а које су позвале САД „да покушају да Русију врате у усаглашеност са споразумом, а не да оду од њега, настојећи да избегну расцеп у савезу који би Москва могла да искористи“.
Шеф НАТО-а Столтенберг је сугерисао да би се ИНФ споразум могао проширити на земље као што су Кина и Индија, што је идеја за коју су и САД и Русија наговестиле да су отворене, иако је Русија изразила скептицизам да би се такво проширење могло постићи.
Међу америчким законодавцима било је супротних мишљења о повлачењу. Закон о усклађености уговора ИНФ (ХР 1249) је уведен како би се спречило да Сједињене Државе користе владина средства за развој пројектила забрањених уговором, док су републикански сенатори Џим Инхоф и Џим Риш издали изјаве подршке повлачењу.
Министарство спољних послова Украјине је 8. марта 2019. објавило да, пошто су се и Сједињене Државе и Русија повукле из споразума, сада имају право да развијају ракете средњег домета, наводећи руску агресију на Украјину као озбиљну претњу европском континента, и присуство руских ракетних система Искандер-М са нуклеарном способношћу на Криму који је анексирао Русију. Украјина је била дом око четрдесет посто совјетске свемирске индустрије, али јој никада није било дозвољено да развије ракету домета да погоди Москву, има само ракете дужег и краћег домета, али има способност да развије ракете средњег домета.
Након што су се Сједињене Државе повукле из споразума, неки амерички коментатори су написали да би то могло омогућити земљи да се ефикасније супротстави руским и кинеским ракетним снагама.
Према бразилском новинару Аугусту Дал'Агнолу, пропаст ИНФ Уговора такође треба схватити у ширем контексту постепене ерозије режима контроле стратешког наоружања започетог повлачењем САД из Уговора о АБМ 2002. године усред приговора Русије.